# Глибоке (Кросненський повіт)
Глибоке (пол. Głębokie), колишня назва Павлова Воля(пол. Pawłowa Wola) — село північної Лемківщини в Польщі, у гміні Риманів Кросненського повіту Підкарпатського воєводства, поблизу містечка Романів. Населення — 712 осіб (2011).

## Географія
За чотири кілометри на північ пролягає автошлях Кросно - Сянік.
Село розташоване в Синявсько-Риманівській котловині Ясельсько-Сяноцької низовини на ріці Глибокій, лівобережній притоці Віслока.
Зусібіч село оточене пагорбами: зі сходу — Княжа Гора (407 м), з південного сходу — гора Кічура (500 м), з південного заходу — гора Копєц або ж Щоб (634 м), з заходу — Передня Гора (423 м).

## Історія
За легендою село засноване у XV столітті литовськими лицарями. Король Владислав ІІ побував у Риманові та гостював у лицаря Добеслава Олешницького, з яким разом воював під Грюнвальдом. Король згадав литовських лицарів, які врятували йому в тому бою життя. Вражена мужністю бійців дружина Олешницького Катерина попросила короля прислати з Литви 50 лицарських родин.
За рік після розмови прибули литовські лицарі з родинами, поселившись біля потоку Сільський. За кільканадцять років через брак води вони переселились на північ від ріки Глибокої. Саме під назвою Павлова Воля село відоме з 1437 року. Сучасна назва вкоренилася у документах з XVII століття.
У 1975-1998 роках село належало до Кросненського воєводства.

## Демографія
Демографічна структура станом на 31 березня 2011 року:
|          | Загалом | Допрацездатний вік | Працездатний вік | Постпрацездатний вік |
| -------- | ------- | ------------------ | ---------------- | -------------------- |
| Чоловіки | 369     | 73                 | 257              | 39                   |
| Жінки    | 343     | 59                 | 199              | 85                   |
| Разом    | 712     | 132                | 456              | 124                  |

### Релігія
Глибоке багато століть було римо-католицьким анклавом поміж греко-католицьких лемківських населених пунктів. Ймовірно це можна пояснити тим, що до 1670 року тут була католицька парафія. Не стало старого ксьондза, а нового біскуп не призначив. Відтоді месу відправляли лише час до часу. Відновились постійні богослужіння тільки з 1903 року, а парафія — з 1832-го.
У часи реформації власники місцевого фільварку графи Ян та Станіслав Яновці перейшли у протестантизм.